# Mecanisme de balancí
En la teoria de la gran unificació de la física de partícules, i, en particular, en les teories de les masses de neutrins i l'oscil·lació de neutrins, el mecanisme de balancí és un model genèric utilitzat per comprendre les mides relatives de les masses de neutrins observades, de l'ordre d'eV, en comparació amb els dels quarks i els leptons carregats, que són milions de vegades més pesats. El nom del mecanisme de balancí va ser donat per Tsutomu Yanagida en una conferència de Tòquio el 1981.
Hi ha diversos tipus de models, cadascun ampliant el model estàndard. La versió més senzilla, "Tipus 1", amplia el Model Estàndard assumint dos o més camps de neutrins de la mà dreta addicionals inerts sota la interacció electrodèbil, i l'existència d'una escala de massa molt gran. Això permet que l'escala de masses sigui identificable amb l'escala postulada de la gran unificació.

## Balancí tipus 1
Aquest model produeix un neutrino lleuger, per a cadascun dels tres sabors de neutrins coneguts, i un neutrino molt pesat corresponent per a cada sabor, que encara no s'ha observat.
El principi matemàtic simple darrere del mecanisme de balancí és la següent propietat de qualsevol matriu 2×2 de la forma
{\displaystyle A={\begin{pmatrix}0&M\\M&B\end{pmatrix}}.}
Té dos valors propis :
{\displaystyle \lambda _{(+)}={\frac {B+{\sqrt {B^{2}+4M^{2}}}}{2}},}
i
{\displaystyle \lambda _{(-)}={\frac {B-{\sqrt {B^{2}+4M^{2}}}}{2}}.}
La mitjana geomètrica de {\displaystyle \lambda _{(+)}} i {\displaystyle \lambda _{(-)}} iguals {\displaystyle \left|M\right|}, ja que el determinant {\displaystyle \lambda _{(+)}\;\lambda _{(-)}=-M^{2}}.
Així, si un dels valors propis puja, l'altre baixa, i viceversa. Aquest és el punt del nom de " balancí " del mecanisme.
En aplicar aquest model als neutrins, {\displaystyle B} es considera molt més gran que {\displaystyle M.} Aleshores, el valor propi més gran, {\displaystyle \lambda _{(+)},} és aproximadament igual a {\displaystyle B,} mentre que el valor propi més petit és aproximadament igual a
{\displaystyle \lambda _{-}\approx -{\frac {M^{2}}{B}}.}
Aquest mecanisme serveix per explicar per què les masses de neutrins són tan petites.  La matriu A és essencialment la matriu de masses dels neutrins. El component de massa majorana {\displaystyle B} és comparable a l'escala GUT i viola la conservació del nombre de leptons; mentre que els components de la massa de Dirac {\displaystyle M} són de l'ordre de l'escala electrodèbil molt més petita, anomenada VEV o valor d'expectativa de buit a continuació. El valor propi més petit {\displaystyle \lambda _{(-)}} llavors condueix a una massa de neutrins molt petita, comparable a 1 eV, que està en concordança qualitativa amb els experiments, de vegades considerats com una evidència de suport per al marc de les teories grans unificades.